# مدرسه‌ای برای آبروریزی
مدرسه‌ای برای آبروریزی نمایش‌نامه‌ای کمدی اثر ریچارد برینزلی شریدان است که در سال ۱۷۷۷ در لندن اجرا شد. این اثر از بهترین نمونه‌های کمدی رفتار در ادبیات انگلستان است.

## استقبال
مدرسه‌ای برای آبروریزی از دورهٔ خود و تا به امروز بسیار، هم از جانب تماشاچی‌ها و هم منتقدها، مورد توجه قرار گرفته است. ویلیام هزلت، آن را بهترین نمونهٔ کمدی موقعیت انگلستان می‌داند، که در آن همه چیز به جا است و هیچ چیز اضافه نیست. ادموند گوسه آن را بهترین کمدی رفتار می‌داند چارلز لمب می‌گوید این کمدی اگرچه از دل کانگریو و ویچرلی بیرون آمد، فاقد آن اصول سنتیمنتال آنها است. اما از سوی دیگر، برخی، مخصوصاً در دورهٔ معاصر، ایده‌های آنتی سمتیک آن را مورد انتقاد قرار دادند چراکه در مدرسه‌ای برای آبروریزی جهودان پول قرض می‌دهند و رباخوارند، کاری که در آن دوره در اروپا یهودیان بسیار انجام می‌دادند.

## داستان
آقای الیور سطحی سالها در هند زندگی می کرده، حالا به انگلستان برگشته و میخواهد ثروتش را بین دو برادرزاده اش که از بچگی شان تا به حال، او را ندیده اند قسمت کند. اما در بدو ورود به لندن، متوجه می شود یکی از دو برادرزاده اش ابداً شهرت خوبی ندارد و آن یکی بسیار محبوب همه است. مشاور خانوادگی او، یعنی میانجی، به او می گوید که برادری که شهرت خوب دارد در اصل بدذات و آن که شهرت خوبی ندارد خوش نیت است، و حال الیور تصمیم میگیرد این دو برادر را امتحان گند تا خودش به عینه ببیند کدام خوب و کدام بد است. پس با دو هویت متفاوت به پیش دو برادر می رود و داستان از همین جا شکل می گیرد.

## شخصیت ها
خانم ریشخند، آقای سطحی، آقای غیبت پیشه، سر به هوا، موسی، میانجی، آقا و خانم خاربن، سنگلاخ، رفت‌وآمد، مارموز، آقای ترشچی، دوشیزه زقنبود و غیره.

## اقتباس
این نمایش بارها فیلم شده است. از جمله در سال‌های ۱۹۲۳، ۱۹۳۰، ۱۹۳۷.
تئاتر:
- گروه تئاتر رد-هندد، در سالن تئاتر پارک.[۱]
- اجرای مدرن، دبورا وارنر، ۲۰۱۱
- اندرو هیلتون، تئاتر توباکو فکتوری،[۲] ۲۰۱۵
- مک ویتور، تئاتر لوسیل لورتل،[۳] ۲۰۱۶